# لسان الغزال القمري
لسان الغزال القمري أو البُطريقون أو لسان الغزال (الاسم العلمي: Botrychium lunaria) نوع سراخس صغير من فصيلة اللُّقَيْفيَّات، مُلْفِتَة بازهرارها الجميل أكياسها البوغية على صفين. منها حوالي 20 نوعًا في مختلف المناطق العالمية. أما لسان الغزال القمري فتكون أوراقه العقيمة مقطعة حتى راشاتها إلى إبَرٍ متقاربة، أوراقه الثمرية تحمل عذقًا متراصًا.
وهو رقوء، مضاد للنَّزْف ولائم. يُستعمل خاصًة في نزف الجهاز الهضمي والجهاز البولي، وعلى القروح والجروح. عدد كبير من رعاة جبال الألب يجمعون هذا السرخس الصغير اللحم ويضيفونه إلى الحساء اليومي فيُكسِبُه عطرًا مُستحبًا. مسحوق، نُقاعة، لَصُوق من النبات الغضّ، نَقيع.